# Гур, Дакоста Акес
Гур А́кес Дако́ста (фр. Akès da Costa Goore; 31 декабря 1984) — ивуарийский футболист, крайний защитник.

## Карьера

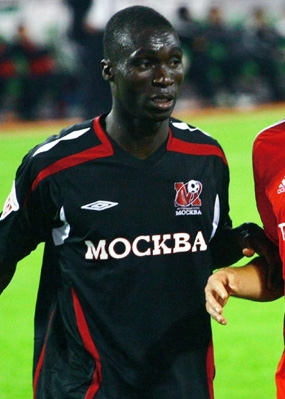
Гур Дакоста в составе «Москвы»

До 2008 года играл в ивуарийском клубе АСЕК, в составе которого становился чемпионом страны, обладателем Кубка и Суперкубка. Затем перешёл в дальневосточный клуб «Луч-Энергия», за который дебютировал 16 марта 2008 года в матче 1-го тура чемпионата России против «Москвы» (1:1). 31 августа 2008 года стал игроком «Москвы». 20 февраля 2010 года было сообщено, что Дакоста переходит во владикавказскую «Аланию».
В марте 2015 году футболист подписал контракт с эстонской «Нарвой-Транс», но провёл в команде только один матч, 20 марта 2015 года против «Инфонета».

## Личная жизнь
Отец Дакосты — полицейский, мать — домохозяйка. У него трое братьев-школьников и сестра.

## Достижения
АСЕК
- Чемпион Кот-д’Ивуара: 2003
- Обладатель Кубка Кот-д’Ивуара (3): 2003, 2005, 2007
- Обладатель Суперкубка Кот-д’Ивуара (2): 2005, 2007
- Полуфиналист Лиги чемпионов КАФ: 2006

«Алания»
- Финалист Кубка России: 2010/11